# 제15회 후지쯔배 세계 바둑 선수권 대회
제15회 후지쯔배 세계 바둑 선수권 대회는 2002년 4월 13일부터 동년 8월 3일까지 열렸던 국제 기전이다. 요미우리 신문, 일본기원, 간사이기원이 주최하고, 일본 문부과학성이 후원했으며, 후지쯔가 협찬했다. 이 대회의 우승자는 이세돌 3단이었으며, 이세돌이 처음으로 국제 기전 타이틀을 거머쥔 대회이기도 하다. 대회는 일본과 대한민국에서 열렸으며, 대회 총 상금은 4,420만 엔이다.

## 대회 정보
| 주최 - 요미우리 신문 - 재단법인 일본기원 - 재단법인 간사이기원 후원 - 문부과학성 협찬 - 후지쯔 | 협력 기관 - 국제바둑연맹 (IGF) - 중국바둑협회 - 한국기원 - 대만기원문화기금회 - 미국바둑협회 (AGA) - 유럽바둑연맹 - 이베로 아메리카 바둑연맹 - 일본항공 |

### 규칙
1. 대회는 승자가 다음 라운드로 진출하는, 토너먼트 형태로 5차전까지 치러진다. 단 3위 결정전 또한 치른다.
'삼패' 등으로 무승부가 된 경우 재대국한다.
재대국의 경우 바로 직후, 두 대국자 각자의 남은 시간으로 실시한다.
2. 대국 룰은 "일본 룰" (일본 바둑 규정에 따라)로 한다.
3. 대국은 호선으로 치러지며, 백이 5집 반의 덤을 갖는다.
4. 제한 시간은 각자 3시간이 주어지며, 1분 초읽기가 10회 주어진다.
5. 돌에서 손이 떨어진 이후를 착수로 판단한다.
6. 초읽기 도중 부득이한 일이 발생되어 자리를 비울 경우, 만일 상대가 착수하지 않으면 그동안은 시간이 소모되지 않는다.
7. 초읽기는 일본어로 진행한다.
8. 대국 시작은 10시이며, 점심 시간은 12시 30분부터 13시 30분까지이다.
9. 대국자가 시작 시간에 맞추지 못할 경우, 지각한 기사의 제한 시간에서 지각한 시간의 2배를 제한다. 단 지각이 1시간을 초과할 경우에는 부전패한다.
10. 초읽기를 시작한 시점부터 아라비아 숫자를 사용하여 남은 시간을 분단위로 표시한다.
11. 의자에 앉아 대국한다.

### 출전 조건
이 대회에 출전할 수 있는 국가/지역 별 인원수와 출전 조건은 바둑 기사의 상금 랭킹 또는 다음과 같은 기준에 따른다.
| 시드 (3명) | 제14회 후지쯔배 세계 바둑 선수권 대회에서 우승, 준우승, 3위에 속한 기사                                           |
| 시드 (3명) | 추가적으로 제14회 대회에서 상위의 성적을 보인 국가 및 지역의 5명의 기사도 2회전부터 출전하는 시드권을 부여받는다. |
| 대만 (1명) | 2001년도 국내 기전 타이틀 보유자                                                                                  |
| 유럽 (1명) | "유럽 마스터즈" 우승자                                                                                            |
| 북미 (1명) | "노스 아메리카 후지쯔 파이널" 우승자                                                                              |
| 남미 (1명) | "사우스 아메리카 후지쯔 파이널" 우승자                                                                            |
| 중국 (5명) | 2001년 국내 기전 타이틀 보유자                                                                                    |
| 한국 (5명) | 2001년 국내 기전 타이틀 보유자                                                                                    |
| 일본 (7명) | 2001년 9월 30일 기준 기성, 명인, 혼인보 타이틀 보유자                                                             |
| 일본 (7명) | 남은 인원은 일본기원, 간사이기원 소속 기사들이 참여하는 예선에서 승리한 기사가 선정된다.                          |

## 지역별 예선

### 일본
|  | 1회전                 | 1회전   |           |         | 2회전           | 2회전   |  |  | 결승                                                                                | 결승                                                                                |
|  |                       |         |           |         |                 |         |  |  |                                                                                     |                                                                                     |
|  | ○ 고노 린 6단         | 백 불계 |           |         |                 |         |  |  | 대국 일정 - 1회전: 2001년 12월 17일 - 2회전: 2002년 1월 7일 - 결승: 2002년 1월 28일 | 대국 일정 - 1회전: 2001년 12월 17일 - 2회전: 2002년 1월 7일 - 결승: 2002년 1월 28일 |
|  | ● 장쉬 7단            | 백 불계 |           |         |                 |         |  |  | 대국 일정 - 1회전: 2001년 12월 17일 - 2회전: 2002년 1월 7일 - 결승: 2002년 1월 28일 | 대국 일정 - 1회전: 2001년 12월 17일 - 2회전: 2002년 1월 7일 - 결승: 2002년 1월 28일 |
|  |                       |         | ● 고노 린 | 백 불계 |                 |         |  |  | 대국 일정 - 1회전: 2001년 12월 17일 - 2회전: 2002년 1월 7일 - 결승: 2002년 1월 28일 | 대국 일정 - 1회전: 2001년 12월 17일 - 2회전: 2002년 1월 7일 - 결승: 2002년 1월 28일 |
|  |                       |         |           | 백 불계 | ○ 야마다 기미오 |         |  |  |                                                                                     |                                                                                     |
|  | ○ 야마다 기미오 8단   | 백 불계 |           |         | ● 야마다 기미오 | 백 불계 |  |  |                                                                                     |                                                                                     |
|  | ● 하시모토 쇼지 9단   | 백 불계 |           |         |                 | 백 불계 |  |  | ○ 유키 사토시                                                                       |                                                                                     |
|  |                       |         |           |         |                 |         |  |  |                                                                                     |                                                                                     |
|  |                       |         |           |         |                 |         |  |  |                                                                                     |                                                                                     |
|  | ● 유키 사토시 9단     | 흑 불계 |           |         |                 |         |  |  |                                                                                     |                                                                                     |
|  | ○ 가타오카 사토시 9단 | 흑 불계 |           |         |                 |         |  |  |                                                                                     |                                                                                     |

|  |                        |          |                 |          |                   |         |  |  |                                                                                      |                                                                                      |
|  |                        |          |                 |          |                   |         |  |  |                                                                                      |                                                                                      |
|  | ● 이시다 요시오 9단    | 흑 3.5집 |                 |          |                   |         |  |  | 대국 일정 - 1회전: 2001년 12월 17일 - 2회전: 2002년 1월 11일 - 결승: 2002년 2월 14일 | 대국 일정 - 1회전: 2001년 12월 17일 - 2회전: 2002년 1월 11일 - 결승: 2002년 2월 14일 |
|  | ○ 스기우치 마사오 9단  | 흑 3.5집 |                 |          |                   |         |  |  | 대국 일정 - 1회전: 2001년 12월 17일 - 2회전: 2002년 1월 11일 - 결승: 2002년 2월 14일 | 대국 일정 - 1회전: 2001년 12월 17일 - 2회전: 2002년 1월 11일 - 결승: 2002년 2월 14일 |
|  |                        |          | ○ 이시다 요시오 | 흑 2.5집 |                   |         |  |  | 대국 일정 - 1회전: 2001년 12월 17일 - 2회전: 2002년 1월 11일 - 결승: 2002년 2월 14일 | 대국 일정 - 1회전: 2001년 12월 17일 - 2회전: 2002년 1월 11일 - 결승: 2002년 2월 14일 |
|  |                        |          |                 | 흑 2.5집 | ● 고바야시 고이치 |         |  |  |                                                                                      |                                                                                      |
|  | ● 고바야시 고이치 기성 | 흑 불계  |                 |          | ○ 고바야시 고이치 | 백 불계 |  |  |                                                                                      |                                                                                      |
|  | ○ 조선진 9단           | 흑 불계  |                 |          |                   | 백 불계 |  |  | ● 양자위안                                                                           |                                                                                      |
|  |                        |          |                 |          |                   |         |  |  |                                                                                      |                                                                                      |
|  |                        |          |                 |          |                   |         |  |  |                                                                                      |                                                                                      |
|  | ● 양자위안 9단         | 흑 불계  |                 |          |                   |         |  |  |                                                                                      |                                                                                      |
|  | ○ 야마시타 게이고 7단  | 흑 불계  |                 |          |                   |         |  |  |                                                                                      |                                                                                      |

|  |                       |         |                 |         |              |                 |          |               |                                                                                      |                                                                                      |
|  |                       |         |                 |         |              |                 |          |               |                                                                                      |                                                                                      |
|  | ● 오타케 히데오 9단   | 흑 불계 |                 |         |              |                 |          |               | 대국 일정 - 1회전: 2001년 12월 17일 - 2회전: 2002년 1월 17일 - 결승: 2002년 2월 11일 | 대국 일정 - 1회전: 2001년 12월 17일 - 2회전: 2002년 1월 17일 - 결승: 2002년 2월 11일 |
|  | ○ 다케미야 요코 4단   | 흑 불계 |                 |         |              |                 |          |               | 대국 일정 - 1회전: 2001년 12월 17일 - 2회전: 2002년 1월 17일 - 결승: 2002년 2월 11일 | 대국 일정 - 1회전: 2001년 12월 17일 - 2회전: 2002년 1월 17일 - 결승: 2002년 2월 11일 |
|  |                       |         | ○ 오타케 히데오 | 백 불계 |              |                 |          |               | 대국 일정 - 1회전: 2001년 12월 17일 - 2회전: 2002년 1월 17일 - 결승: 2002년 2월 11일 | 대국 일정 - 1회전: 2001년 12월 17일 - 2회전: 2002년 1월 17일 - 결승: 2002년 2월 11일 |
|  |                       |         |                 | 백 불계 | ● 류시훈 7단 |                 |          |               |                                                                                      |                                                                                      |
|  |                       |         |                 |         |              | ○ 오타케 히데오 | 흑 0.5집 |               |                                                                                      |                                                                                      |
|  |                       |         |                 |         |              |                 | 흑 0.5집 | ● 가토 마사오 |                                                                                      |                                                                                      |
|  |                       |         |                 |         |              |                 |          |               |                                                                                      |                                                                                      |
|  |                       |         |                 |         |              |                 |          |               |                                                                                      |                                                                                      |
|  | ○ 가토 마사오 9단     | 백 불계 |                 |         |              |                 |          |               |                                                                                      |                                                                                      |
|  | ● 다케미야 마사키 9단 | 백 불계 |                 |         |              |                 |          |               |                                                                                      |                                                                                      |

|  |                       |          |               |         |                   |         |  |  |                                                                                      |                                                                                      |
|  |                       |          |               |         |                   |         |  |  |                                                                                      |                                                                                      |
|  | ○ 가토 아츠시 8단     | 백 1.5집 |               |         |                   |         |  |  | 대국 일정 - 1회전: 2001년 12월 17일 - 2회전: 2002년 1월 11일 - 결승: 2002년 2월 21일 | 대국 일정 - 1회전: 2001년 12월 17일 - 2회전: 2002년 1월 11일 - 결승: 2002년 2월 21일 |
|  | ● 이시이 구니오 9단   | 백 1.5집 |               |         |                   |         |  |  | 대국 일정 - 1회전: 2001년 12월 17일 - 2회전: 2002년 1월 11일 - 결승: 2002년 2월 21일 | 대국 일정 - 1회전: 2001년 12월 17일 - 2회전: 2002년 1월 11일 - 결승: 2002년 2월 21일 |
|  |                       |          | ○ 가토 아츠시 | 흑 불계 |                   |         |  |  | 대국 일정 - 1회전: 2001년 12월 17일 - 2회전: 2002년 1월 11일 - 결승: 2002년 2월 21일 | 대국 일정 - 1회전: 2001년 12월 17일 - 2회전: 2002년 1월 11일 - 결승: 2002년 2월 21일 |
|  |                       |          |               | 흑 불계 | ● 고바야시 사토루 |         |  |  |                                                                                      |                                                                                      |
|  | ○ 고바야시 사토루 9단 | 백 불계  |               |         | ○ 고바야시 사토루 | 백 불계 |  |  |                                                                                      |                                                                                      |
|  | ● 모리야마 나오키 9단 | 백 불계  |               |         |                   | 백 불계 |  |  | ● 조치훈                                                                             |                                                                                      |
|  |                       |          |               |         |                   |         |  |  |                                                                                      |                                                                                      |
|  |                       |          |               |         |                   |         |  |  |                                                                                      |                                                                                      |
|  | ● 조치훈 왕좌         | 흑 불계  |               |         |                   |         |  |  |                                                                                      |                                                                                      |
|  | ○ 하네 나오키 천원    | 흑 불계  |               |         |                   |         |  |  |                                                                                      |                                                                                      |

### 유럽
|  | 1회전               | 1회전       |  |  | 2회전                     | 2회전        |  |                           | 준준결승전  | 준준결승전 |                           |             | 준결승전            | 준결승전 |                           |           | 결승전           | 결승전 |
|  | 24강전 일자         |             |  |  | 16강전 일자               |              |  |                           | 8강전 일자  |            |                           |             | 준결승전 일자       |          |                           |           | 결승전 일자      |        |
|  |                     |             |  |  | ● Christoph Gerlach       | 백 시간 승   |  |                           |             |            |                           |             |                     |          |                           |           |                  |        |
|  | ● 쾨세기 디아너     | 백 불계승   |  |  | ○ 알렉세이 라자레브       | 백 시간 승   |  |                           |             |            |                           |             |                     |          |                           |           |                  |        |
|  | ○ 알렉세이 라자레브 | 백 불계승   |  |  |                           |              |  | ● 알렉세이 라자레브       | 백 불계승   |            |                           |             |                     |          |                           |           |                  |        |
|  |                     |             |  |  |                           |              |  | ○ 알렉산드르 디네르시테인 | 백 불계승   |            |                           |             |                     |          |                           |           |                  |        |
|  |                     |             |  |  | ● 알렉산드르 디네르시테인 | 흑 6.5집 승  |  |                           |             |            |                           |             |                     |          |                           |           |                  |        |
|  | ● 프랑크 얀선       | 백 불계승   |  |  | ○ Tibor Pocsai            | 흑 6.5집 승  |  |                           |             |            |                           |             |                     |          |                           |           |                  |        |
|  | ○ Tibor Pocsai      | 백 불계승   |  |  |                           |              |  |                           |             |            | ○ 알렉산드르 디네르시테인 | 백 6.5집 승 |                     |          |                           |           |                  |        |
|  |                     |             |  |  |                           |              |  |                           |             |            |                           | 백 6.5집 승 | ● 스베틀라나 식시나 |          |                           |           |                  |        |
|  |                     |             |  |  | ○ 매튜 맥파디언           | 백 불계승    |  |                           |             |            |                           |             |                     |          |                           |           |                  |        |
|  | ● Bela Nagy         | 백 시간 승  |  |  | ● 프란츠요젭 딕훗         | 백 불계승    |  |                           |             |            |                           |             |                     |          |                           |           |                  |        |
|  | ○ 프란츠요젭 딕훗   | 백 시간 승  |  |  |                           |              |  | ○ 매튜 맥파디언           | 흑 불계승   |            |                           |             |                     |          |                           |           |                  |        |
|  |                     |             |  |  |                           |              |  | ● 스베틀라나 식시나       | 흑 불계승   |            |                           |             |                     |          |                           |           |                  |        |
|  |                     |             |  |  | ○ 카타린 타라누           | 흑 불계승    |  |                           |             |            |                           |             |                     |          |                           |           |                  |        |
|  | ● 헤이르트 흐루넌   | 백 불계승   |  |  | ● 스베틀라나 식시나       | 흑 불계승    |  |                           |             |            |                           |             |                     |          |                           |           |                  |        |
|  | ○ 스베틀라나 식시나 | 백 불계승   |  |  |                           |              |  |                           |             |            |                           |             |                     |          | ● 알렉산드르 디네르시테인 | 백 불계승 |                  |        |
|  |                     |             |  |  |                           |              |  |                           |             |            |                           |             |                     |          |                           | 백 불계승 | ○ 롭 반 자이스트 |        |
|  |                     |             |  |  | ● Ion Florescu            | 백 시간 승   |  |                           |             |            |                           |             |                     |          |                           |           |                  |        |
|  | ● 크리스티안 팝     | 흑 불계승   |  |  | ○ 크리스티안 팝           | 백 시간 승   |  |                           |             |            |                           |             |                     |          |                           |           |                  |        |
|  | ○ Rudi Verhagen     | 흑 불계승   |  |  |                           |              |  | ● 크리스티안 팝           | 백 0.5집 승 |            |                           |             |                     |          |                           |           |                  |        |
|  |                     |             |  |  |                           |              |  | ○ 롭 반 자이스트          | 백 0.5집 승 |            |                           |             |                     |          |                           |           |                  |        |
|  |                     |             |  |  | ● 롭 반 자이스트          | 흑 14.5집 승 |  |                           |             |            |                           |             |                     |          |                           |           |                  |        |
|  | ● 블라디미르 다네크 | 백 7.5집 승 |  |  | ○ Emil Nijhuis            | 흑 14.5집 승 |  |                           |             |            |                           |             |                     |          |                           |           |                  |        |
|  | ○ Emil Nijhuis      | 백 7.5집 승 |  |  |                           |              |  |                           |             |            | ● 롭 반 자이스트          | 흑 5.5집 승 |                     |          |                           |           |                  |        |
|  |                     |             |  |  |                           |              |  |                           |             |            |                           | 흑 5.5집 승 | ○ 궈쥐안            |          |                           |           |                  |        |
|  |                     |             |  |  | ● Andrej Kulkov           | 백 불계승    |  |                           |             |            |                           |             |                     |          |                           |           |                  |        |
|  | ● Nikola Jevtic     | 백 불계승   |  |  | ○ Laurent Heiser          | 백 불계승    |  |                           |             |            |                           |             |                     |          |                           |           |                  |        |
|  | ○ Laurent Heiser    | 백 불계승   |  |  |                           |              |  | ○ Laurent Heiser          | 흑 불계승   |            |                           |             |                     |          |                           |           |                  |        |
|  |                     |             |  |  |                           |              |  | ● 궈쥐안                  | 흑 불계승   |            |                           |             |                     |          |                           |           |                  |        |
|  |                     |             |  |  | ○ 궈쥐안                  | 백 불계승    |  |                           |             |            |                           |             |                     |          |                           |           |                  |        |
|  | ● 빅트로 보그다노브 | 흑 2.5집 승 |  |  | ● 빅트로 보그다노브       | 백 불계승    |  |                           |             |            |                           |             |                     |          |                           |           |                  |        |
|  | ○ Radek Nechanicky  | 흑 2.5집 승 |  |  |                           |              |  |                           |             |            |                           |             |                     |          |                           |           |                  |        |

### 북미
북미 지역은 미국바둑협회 (AGA)와 캐나다바둑협회 (CGA)가 주관하는 노스 아메리칸 후지쯔 컵(The North American Fujitsu Cup)을 개최하여 제15회 후지쯔배에 출전할 선수를 선정하였다. 하지만 2002년에 열렸던 북미 대회에 대한 상세는 거의 알려진 바가 없다. 미국바둑협회를 통해서 1회전에 참여한 선수들의 목록만을 확인할 수 있으며, 1라운드는 온라인 대국으로 진행되었다.
다음은 1라운드 대국에 참여한 선수들이다.
1. ○ 차민수 ― ● Kim Moon chong
2. ○ Lianzhou Yu ― ● Hosuk Yi
3. ○ Yuan Zhou ― ● Ted Ning
4. ○ I-Han Lui ― ● 양후이런
5. ○ June Ki Beck ― ● Jung Hoon Lee
6. ○ 존 리 ― ● Richard Liang

이 중에서 4번 대국에서 흑을 잡은 Huiren Yang을 제외한 모든 흑번 기사들이 패했으며, 나머지 5국은 모두 백이 승리했다. 6국 모두 불계승으로 끝났다. 최종적으로 대회에서 차민수가 우승하여 본선에 진출하였다.

### 남미
남미 또한 북미와 동일하게 예선 대회에 관한 상세가 전해지지 않는다. 오직 결승전만을 확인할 수 있으며, 결승전은 브라질 대표로 참여한 왕선펑 아마 6단과 아르헨티나 대표로 참여한 로베르토 알라러프 (Roberto Alaluf) 아마 4단의 대결로 치러졌다. 왕선펑이 흑을, 알라러프가 백을 쥐었으며, 153수만에 흑의 불계승으로 끝났다.

## 출전 기사
| 이름            | 단위    | 지역     | 전년도 성적 / 참가 자격                 | 시드 | 비고                                   |
| --------------- | ------- | -------- | --------------------------------------- | ---- | -------------------------------------- |
| 조훈현          | 9단     | —        | 이전 대회 우승자                        | O    | - 15번째 출전 - 제7회, 13회, 14회 우승 |
| 최명훈          | 8단     | —        | 이전 대회 준우승자                      | O    | - 6번째 출전                           |
| 린하이펑        | 9단     | —        | 이전 대회 3위                           | O    | - 11번째 출전 - 제3회 우승             |
| 저우쥔쉰        | 9단     | 중화민국 | 2001년 동강배 프로위기(囲棋)전 우승     | O    | - 7번째 출전                           |
| 롭 반 자이스트  | 아마7단 | 유럽     | 지역별 대표 결정전 예선 통과            |      | - 4번째 출전                           |
| 차민수          | 4단     | 북미     | 지역별 대표 결정전 예선 통과            |      | - 8번째 출전                           |
| 왕선펑          | 아마6단 | 남미     | 지역별 대표 결정전 예선 통과            |      | - 6번째 출전                           |
| 창하오          | 9단     | 중국     | 2001년 중국위기천원전 우승 외           |      | - 7번째 출전                           |
| 마샤오춘        | 9단     | 중국     | 2001년 명인전 우승 외                   |      | - 14번째 출전 - 제8회 우승             |
| 위빈            | 9단     | 중국     | 2001년 기성전 우승 외                   | O    | - 11번째 출전                          |
| 쿵제            | 6단     | 중국     | 2001년 전국위기개인전 우승              |      | - 2번째 출전                           |
| 후야오위        | 6단     | 중국     | 2001년 CCTV컵 우승 외                   |      | - 첫 출전                              |
| 이창호          | 9단     | 한국     | 2001년 기성전 우승 외                   |      | - 13번째 출전 - 제9회, 11회 우승       |
| 유창혁          | 9단     | 한국     | 2001년 맥심배 입신연승최강전 우승       |      | - 13번째 출전 - 제6회 우승             |
| 목진석          | 6단     | 한국     | 2001년 TV 바둑 아시아 선수권대회 준우승 |      | - 4번째 출전                           |
| 이세돌          | 3단     | 한국     | 2001년 바둑 TV배 신예연승최강전 우승    |      | - 2번째 출전                           |
| 박영훈          | 3단     | 한국     | 2001년 천원전 우승                      |      | - 첫 출전                              |
| 왕리청          | 9단     | 일본     | 2001년 기성전 우승                      | O    | - 8번째 출전                           |
| 요다 노리모토   | 9단     | 일본     | 2001년 명인전 우승                      | O    | - 3번째 출전                           |
| 왕밍완          | 9단     | 일본     | 2001년 혼인보전 우승                    | O    | - 5번째 출전                           |
| 고바야시 고이치 | 9단     | 일본     | 일본 지역 최종 예선 통과                |      | - 13번째 출전                          |
| 고바야시 사토루 | 9단     | 일본     | 일본 지역 최종 예선 통과                |      | - 5번째 출전                           |
| 가토 마사오     | 9단     | 일본     | 일본 지역 최종 예선 통과                |      | - 7번째 출전                           |
| 유키 사토시     | 9단     | 일본     | 일본 지역 최종 예선 통과                |      | - 3번째 출전                           |

## 대국 정보

### 대진표
굵은 글씨는 대국의 승자를, 홑화살괄호(〈〉)는 시드권을 부여받아 2회전부터 출전한 기사를 뜻한다.
|  | 1회전             | 1회전        |                     |             | 2회전             | 2회전       |          |             | 준준결승전 | 준준결승전 |            |             | 준결승전 | 준결승전 |  |  | 결승전 | 결승전 |
|  |                   |              |                     |             |                   |             |          |             |            |            |            |             |          |          |  |  |        |        |
|  | ● 가토 마사오     | 백 불계승    | ● 〈조훈현〉        | 백 0.5집 승 |                   |             |          |             |            |            |            |             |          |          |  |  |        |        |
|  | ○ 쿵제            | 백 불계승    | ○ 쿵제              | 백 0.5집 승 |                   |             |          |             |            |            |            |             |          |          |  |  |        |        |
|  |                   |              |                     |             | ● 이세돌          | 흑 7.5집 승 |          |             |            |            |            |             |          |          |  |  |        |        |
|  |                   |              |                     |             | ○ 저우쥔쉰        | 흑 7.5집 승 |          |             |            |            |            |             |          |          |  |  |        |        |
|  | ● 고바야시 사토루 | 흑 불계승    | ● 〈최명훈〉        | 백 2.5집 승 |                   |             |          |             |            |            |            |             |          |          |  |  |        |        |
|  | ○ 창하오          | 흑 불계승    | ○ 고바야시 사토루   | 백 2.5집 승 |                   |             |          |             |            |            |            |             |          |          |  |  |        |        |
|  |                   |              |                     |             |                   |             | ○ 이세돌 | 백 불계승   |            |            |            |             |          |          |  |  |        |        |
|  |                   |              |                     |             |                   |             |          | 백 불계승   | ● 이창호   |            |            |             |          |          |  |  |        |        |
|  | ○ 이세돌          | 백 18.5집 승 | ● 〈린하이펑〉      | 백 불계승   |                   |             |          |             |            |            |            |             |          |          |  |  |        |        |
|  | ● 왕선펑          | 백 18.5집 승 | ○ 이세돌            | 백 불계승   |                   |             |          |             |            |            |            |             |          |          |  |  |        |        |
|  |                   |              |                     |             | ○ 이창호          | 백 불계승   |          |             |            |            |            |             |          |          |  |  |        |        |
|  |                   |              |                     |             | ● 고바야시 사토루 | 백 불계승   |          |             |            |            |            |             |          |          |  |  |        |        |
|  | ○ 유창혁          | 백 15.5집 승 | ● 〈왕리청〉        | 백 불계승   |                   |             |          |             |            |            |            |             |          |          |  |  |        |        |
|  | ● 고바야시 고이치 | 백 15.5집 승 | ○ 유창혁            | 백 불계승   |                   |             |          |             |            |            |            |             |          |          |  |  |        |        |
|  |                   |              |                     |             |                   |             |          |             |            |            | ○ 이세돌   | 백 0.5집 승 |          |          |  |  |        |        |
|  |                   |              |                     |             |                   |             |          |             |            |            |            | 백 0.5집 승 | ● 유창혁 |          |  |  |        |        |
|  | ○ 이창호          | 백 4.5집 승  | ○ 〈요다 노리모토〉 | 흑 3.5집 승 |                   |             |          |             |            |            |            |             |          |          |  |  |        |        |
|  | ● 마샤오춘        | 백 4.5집 승  | ● 이창호            | 흑 3.5집 승 |                   |             |          |             |            |            |            |             |          |          |  |  |        |        |
|  |                   |              |                     |             | ● 유창혁          | 흑 6.5집 승 |          |             |            |            |            |             |          |          |  |  |        |        |
|  |                   |              |                     |             | ○ 쿵제            | 흑 6.5집 승 |          |             |            |            |            |             |          |          |  |  |        |        |
|  | ○ 목진석          | 백 1.5집 승  | ○ 〈왕밍완〉        | 백 4.5집 승 |                   |             |          |             |            |            |            |             |          |          |  |  |        |        |
|  | ● 유키 사토시     | 백 1.5집 승  | ● 목진석            | 백 4.5집 승 |                   |             |          |             |            |            |            |             |          |          |  |  |        |        |
|  |                   |              |                     |             |                   |             | ● 유창혁 | 흑 4.5집 승 |            |            |            |             |          |          |  |  |        |        |
|  |                   |              |                     |             |                   |             |          | 흑 4.5집 승 | ○ 왕밍완   |            |            |             |          |          |  |  |        |        |
|  | ○ 롭 반 자이스트  | 흑 불계 승   | ○ 〈저우쥔쉰〉      | 백 2.5집 승 |                   |             |          |             |            |            |            |             |          |          |  |  |        |        |
|  | ● 차민수          | 흑 불계 승   | ● 차민수            | 백 2.5집 승 |                   |             |          |             |            |            | 3위 결정전 | 3위 결정전  |          |          |  |  |        |        |
|  |                   |              |                     |             | ○ 박영훈          | 흑 불계승   | ○ 이창호 | 흑 0.5집 승 |            |            |            |             |          |          |  |  |        |        |
|  |                   |              |                     |             | ● 왕밍완          | 흑 불계승   |          | 흑 0.5집 승 |            |            |            |             |          | ● 왕밍완 |  |  |        |        |
|  | ● 박영훈          | 흑 5.5집 승  | ● 〈위빈〉          | 백 1.5집 승 |                   |             |          |             |            |            |            |             |          |          |  |  |        |        |
|  | ○ 후야오위        | 흑 5.5집 승  | ○ 박영훈            | 백 1.5집 승 |                   |             |          |             |            |            |            |             |          |          |  |  |        |        |

### 결과
| 1회전 2002년 4월 13일 | 가토 마사오 | ―                | 쿵제 | 일본 도쿄도              |  |
|                       |             | 176수, 백 불계승 |      | 대국 장소: 일본기원 회관 |  |

| 1회전 2002년 4월 13일 | 고바야시 사토루 | ―                | 창하오 | 일본 도쿄도              |  |
|                       |                 | 155수, 흑 불계승 |        | 대국 장소: 일본기원 회관 |  |

| 1회전 2002년 4월 13일 | 왕선펑 | ―                  | 이세돌 | 일본 도쿄도              |  |
|                       |        | 240수, 백 18.5집승 |        | 대국 장소: 일본기원 회관 |  |

| 1회전 2002년 4월 13일 | 고바야시 고이치 | ―                  | 유창혁 | 일본 도쿄도              |  |
|                       |                 | 221수, 백 15.5집승 |        | 대국 장소: 일본기원 회관 |  |

| 1회전 2002년 4월 13일 | 마샤오춘 | ―                 | 이창호 | 일본 도쿄도              |  |
|                       |          | 246수, 백 4.5집승 |        | 대국 장소: 일본기원 회관 |  |

| 1회전 2002년 4월 13일 | 유키 사토시 | ―                 | 목진석 | 일본 도쿄도              |  |
|                       |             | 211수, 백 1.5집승 |        | 대국 장소: 일본기원 회관 |  |

| 1회전 2002년 4월 13일 | 차민수 | ―                | 롭 반 자이스트 | 일본 도쿄도              |  |
|                       |        | 205수, 흑 불계승 |                | 대국 장소: 일본기원 회관 |  |

| 1회전 2002년 4월 13일 | 박영훈 | ―                 | 후야오위 | 일본 도쿄도              |  |
|                       |        | 214수, 흑 5.5집승 |          | 대국 장소: 일본기원 회관 |  |

| 2회전 2002년 4월 15일 | 조훈현 | ―                 | 쿵제 | 일본 도쿄도              |  |
|                       |        | 237수, 백 0.5집승 |      | 대국 장소: 일본기원 회관 |  |

| 2회전 2002년 4월 15일 | 최명훈 | ―                 | 고바야시 사토루 | 일본 도쿄도              |  |
|                       |        | 275수, 백 2.5집승 |                 | 대국 장소: 일본기원 회관 |  |

| 2회전 2002년 4월 15일 | 린하이펑 | ―                | 이세돌 | 일본 도쿄도              |  |
|                       |          | 226수, 백 불계승 |        | 대국 장소: 일본기원 회관 |  |

| 2회전 2002년 4월 15일 | 왕리청 | ―                | 유창혁 | 일본 도쿄도              |  |
|                       |        | 176수, 백 불계승 |        | 대국 장소: 일본기원 회관 |  |

| 2회전 2002년 4월 15일 | 이창호 | ―                 | 요다 노리모토 | 일본 도쿄도              |  |
|                       |        | 213수, 흑 3.5집승 |               | 대국 장소: 일본기원 회관 |  |

| 2회전 2002년 4월 15일 | 목진석 | ―                 | 왕밍완 | 일본 도쿄도              |  |
|                       |        | 278수, 백 4.5집승 |        | 대국 장소: 일본기원 회관 |  |

| 2회전 2002년 4월 15일 | 차민수 | ―                 | 저우쥔쉰 | 일본 도쿄도              |  |
|                       |        | 275수, 백 2.5집승 |          | 대국 장소: 일본기원 회관 |  |

| 2회전 2002년 4월 15일 | 위빈 | ―                 | 박영훈 | 일본 도쿄도              |  |
|                       |      | 229수, 백 1.5집승 |        | 대국 장소: 일본기원 회관 |  |

| 준준결승전 2002년 6월 1일 | 이세돌 | ―                 | 저우쥔쉰 | 대한민국 제주도 |  |
|                           |        | 270수, 백 7.5집승 |          |                 |  |

| 준준결승전 2002년 6월 1일 | 고바야시 사토루 | ―                 | 이창호 | 대한민국 제주도 |  |
|                           |                 | 220수, 백 7.5집승 |        |                 |  |

| 준준결승전 2002년 6월 1일 | 유창혁 | ―                 | 쿵제 | 대한민국 제주도 |  |
|                           |        | 225수, 흑 6.5집승 |      |                 |  |

| 준준결승전 2002년 6월 1일 | 왕밍완 | ―                | 박영훈 | 대한민국 제주도 |  |
|                           |        | 213수, 흑 불계승 |        |                 |  |

| 준결승전 2002년 7월 6일 | 이창호 | ―                | 이세돌 | 일본 오사카부       |  |
|                         |        | 200수, 백 불계승 |        | 대국 장소: 동양호텔 |  |

| 준결승전 2002년 7월 6일 | 유창혁 | ―                 | 왕밍완 | 일본 오사카부       |  |
|                         |        | 301수, 흑 4.5집승 |        | 대국 장소: 동양호텔 |  |

| 3위결정전 2002년 8월 3일 | 왕밍완 | ―                 | 이창호 | 일본 도쿄도              |  |
|                          |        | 263수, 흑 0.5집승 |        | 대국 장소: 일본기원 회관 |  |

| 결승전 2002년 8월 3일 | 이창호 | ―                 | 이세돌 | 일본 도쿄도              |  |
|                       |        | 263수, 백 0.5집승 |        | 대국 장소: 일본기원 회관 |  |